# أرض مباحة
الأرض المباحة هو مصطلح قانوني يعني أن الأرض المعنية لا مالك أو لا صاحب لها وهو ترجمة لتعبير لاتيني مستمد من القانون الروماني وهو terra nullius ويعني حرفيا «أرض ليس لأحد» ويستخدم هذا المصطلح في القانون الدولي لوصف الأراضي التي لم تخضع أبدا لسيادة أية دولة، أو التي تخلت عنها الدول وانتفى عنها وصف أية سيادة مسبقة عليها بشكل صريح أو ضمنا. ويمكن الحصول على السيادة على الأراضي المباحة عن طريق الاحتلال ، وإن كان ذلك يشكل في بعض الحالات انتهاكا لقانون أو معاهدة. أما التعبير العربي «الأرض المباحة» فقد ورد في وثائق الأمم المتحدة كترجمة للفظ اليوناني«terra nullius»  فقد استخدمت محكمة العدل الدولية المصطلح في فتواها حول قضية الصحراء الغربية حيث ذكرت بأن الصحراء لم تكن وقت استعمار اسبانيا لها إقليما بلا مالك أي أرضا مباحة. 
وترجع التطبيقات الحديثة للمصطلح إلى النظم القانونية الأوروبية خلال القرنين السادس عشر والسابع عشر، وذلك لوصف الأرض التي لم تطالب بها أية دولة ذات سيادة معترف بها من قبل القوى الأوروبية. واستخدم المصطلح خلال القرن الثامن عشر لاسباغ الشرعية على عملية استعمار الأراضي التي تسكنها «شعوب غير متحضرة» والتي لا تعرف النظم القانونية ولا حق تملك الممتلكات حسب النظرة الإستعمارية في ذلك الزمان. وكان الفيلسوف السويسري والمنظر في القانون الدولي إيمر دي فاتيل الذي استند على فلسفة جون لوك وغيره هو أول من اقترح تطبيق مفهوم الأرض المباحة على الأراضي غير المزروعة، «لأنه إذا كان السكان الأصليين في آسيا وأوقيانوسيا والأمريكتان وأفريقيا في نظر الفلاسفة لم تكن لهم رؤى قانونية لحرث الأرض فإن بإمكان الغير الذي حرث الأرض فعليا أن يطالب بالملكية القانونية عليها» حسب حجته.

## مفهوم الأرض المباحة في أستراليا

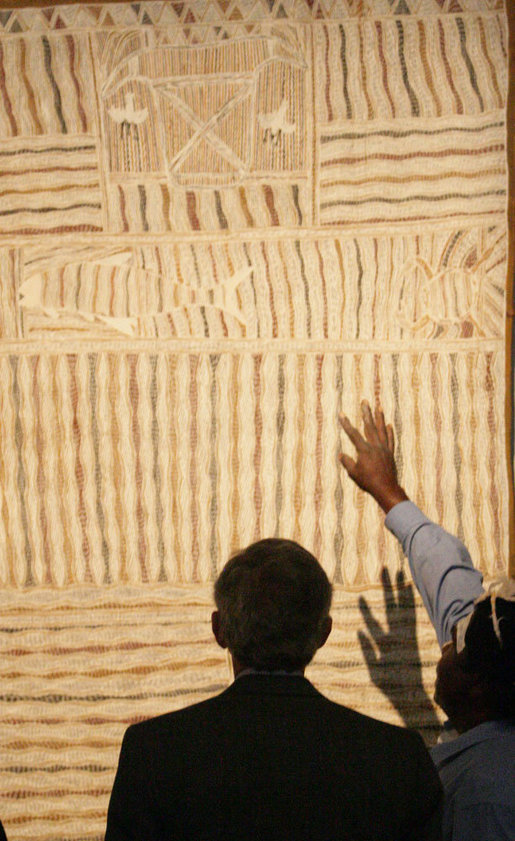
نقش على الشجر في يركالا بإستراليا يدل على عرف تقليدي يتعلق بالأراضي

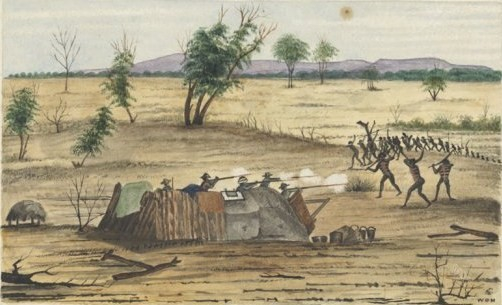
لوحة لعراك مسلح بين مواطنين أصليين ومستوطنين حول أراضي في كوينزلاند باستراليا

حدث أول اختبار لمفهوم الأرض المباحة في أستراليا مع صدور قرار لمحكمة جزئية أسترالية في قضية حكومة جلالة الملك ضد تومي في نوفمبر / تشرين الثاني سنة 1827م.، والذي أشار إلى أن السكان الأصليين لم يكونوا خاضعين للقانون الإنجليزي إلا في حالة ما إذا كان الحادث أو الفعل يتعلق بهم وبمستوطنين على حد سواء. وكان المنطق السائد آنذاك هو أن الجماعات القبلية الأصلية تعمل بالفعل في ظل النظم القانونية الخاصة بها. وقد تم تعزيز هذا الموقف من قبل القرارات التي صدرت في قضية حكومة جلالة الملك ضد بواتمان أو آخرين (في فبراير / شباط سنة 1832م.
وقضية حكومة جلالة الملك ضد بالارد في أبريل/ نيسان 1829.

ومن المعروف أن سكان أستراليا الأصليين كانوت يتبّعون قبل المدّ الاستيطاني الأوروبي قوانين عرفية وقواعد تقليدية خاصة بهم، وهي وإن لم تكن مكتوبة إلا أنها برزت في شكل تقاليد شفوية وطقوس احتفالية وصور ونقوش على الشجر وترانيم أغاني. وكان غائباً عنهم وضع علامات على الحدود بين أراضيهم، لكن ذلك تجسد في الطقوس والرموز الثقافية مما يشكل قانونا عرفيا عن الأراضي غير مكتوب.
والمقصود بالقانون العرفي هنا هو مجموعة الأنظمة التقليدية النابعة من القيم المتعارف عليها من قبل السكان الأصليين ووالتي نالت قبولهم على مر القرون. وبينت هذه القوانين والقواعد غير المكتوبة، على سبيل المثال، كيفية تفاعل السكان الأصليين وتعاملهم مع بعضهم البعض والعقوبات التي يجري تطبيقها في حالة حدوث خرق أو انتهاك لتلك الأعراف، والتي بينت أيضا أماكن تقاطع الحدود الفاصلة بين أراضي السكان الأصليين 
ويرى المكتشف جيمس كوك والمستوطنين الأوائل الذين وجدوا بعض الأراضي في أستراليا أراض بور ليس عليها أي أثر للحرث ولا الضرع ولا فلاحة بأنها أراض مباحة غير معترفين بالحدود التي يمكن استنباطها من الطقوس والتقاليد المتبعة من قبل الأهالي، ولذلك تم وضع اليد على الساحل الأسترالي كله ثم على منطقة نيو ساوث ويلز وذلك دون موافقة السكان الأصليين اللذين قابلوا هذه التصرفات بمقاومة شرسة خاصة في المنطقة المحيطة بسيدني الحالية. مما يعني بأن الاستيطان من خلال استيلاء الأراضي لم يكن سلميا، ومعروف بأن الاستيلاء السلمي على الأراضي يضفي وصفا قانونياً على عملية وضع اليد عليها.
وفي سنة 1834م، تم تأسيس أول مستعمرة حرة على أراضي ولاية جنوب أستراليا الحالية وأطلق على تلك الأراضي قبل الاستيلاء عليها وصف أراض «قفر وشاغرة» ولم تكن فكرة إنشاء المستوطنات تروق السلطات البريطانية ممثلة في مكتب المستعمرات (وزارة المستعمرات لاحقا). فصدر ما يعرف «بخطاب براءة الاكتشاف» موقعاً من قبل الملك ليجري تطبيقه في أستراليا شريطة ألا يكون له أي أثر من شأنه المساس بحق أي موطن من المواطنين الأصليين المقيمين بالمنطقة المذكورة في التمتع أو في شغل أراضي تلك المنطقة فعليا سواء كان ذلك بالأصالة عن النفس أو نيابة باسم الغير. وكتب رئيس مكتب المستعمرات جيمس استيفنسن في سنة 1840م، يقول بأن «الحقيقة المهمة وغير المشكوك فيها هي أن هذه القبائل لديها ممتلكات على التراب - بمعنى بأن لدى السكان الأصليين حقوقا فيما يتعلق بملكية أراضيهم. أي أن هناك مناطق واضحة الحدود معترف بها.

### الخطأ المباح
ومنذ ذلك الحين لم يعد لمصطلح الأرض المباحة أي وجود يذكر في المخطوطات المتعلقة بالأراضي في أستراليا والتي ترجع في تاريخها إلى القرن التاسع عشر وحتى ستينيات القرن العشرين. ولذلك يرى بعض المؤرخين أن مفهوم الأرض المباحة تم إدخاله في القاموس السياسي من جديد لتوظيفه في خدمة حركة حقوق الإنسان. فالمؤرخ مايكل كونور يتحدث عن خطأ فادح في مغزى إدراك المفهوم الذي يسميه «خطأ مباح» error nullis. فقد اكتشف بأن المفهوم لقي دعم مؤرخي الفئة اليسارية في الطيف السياسي الأسترالي. أما المؤرخ اليميني المشرب هنري راينولدز فقد أكد على استخدام المفهوم في أستراليا في القرن العشرين لأول مرة، ولكن الواقع هو أن المصطلح كان موجودا قبل ذلك بكثير ويصف واقع الأيام الأولى للمستوطنين.
كان القول السائد قبل قضية مابوتي، سنة 1992م، هو أن أستراليا كانت وعند قدوم الأوروبيين إليها قارة خالية من السكان ولذلك لم يتم الاعتراف بحقوق ملكية الأراضي المنبثقة عن الأعراف التقليدية بالنسبة للسكان الأصليين ولكن في قضية مامبو ضد مقاطعة كوينزلاند رفضت المحكمة العليا الأسترالية تطبيق مبدأ الأرض المباحة واعترفت بحقوق السكان الأصليين في تملك الأراضي وفق ما يعرف بالوصف القانوني المحلي (باللغة الإنجليزية Native title).
ولكنها أقرت بأن للدولة سلطة في إسقاط حجة الملكية الخاصة بالشعوب.

## مزاعم أخرى حول الأرض المباحة

### جزيرة جرينلاند
احتلت النرويج جزيرة جرينلاند وطالبت بالأجزاء الشرقية (غير المأهولة آنذاك) في عشرينيات القرن العشرين باعتبارها أرض مباحة وتم البت في الموضوع من قبل المحكمة الدائمة للعدل الدولي، لغير صالح النرويج والتي سحبت بعد ذلك مطالبتها.

### مياه سكاربورو الضحلة
إدعت كل من الفلبين والصين سيادتهما على المياة الضحلة التي تسمى باناتاج أو جزر هوانجين (باللغة الصينية 黄岩岛) القريبة من جزيرة لوزون أكبر جزر الفلبين الواقعة في بحر الصين الجنوبي. ويقوم إدعاء الفلبين على أساس مفهوم الأرض المباحة وعلى أساس المنطقة الاقتصادية الخالصة بينما تستند الصين على اكتشافات القرن الثالث عشر من قبل الصيادين لصينيين وبالرغم من عدم مشاركة الصين في مؤتمر الأمم المتحدة لقانون البحار فقد تم رفض مشروعية دعوى الصين على ما يُعرف بخط ناين داش None Dash Line ومع ذلك ظلت الصين تبني جزراً اصطناعية على المياه الضحلة في بحر الصين الجنوبي ورصدت سفن صينية في المناطق المجاورة للمياة الضحلة.

### نيوزيلاند
في سنة 1840م، أعلن وليام هوبسون بناءا على توجيهات من الحكومة البريطانية جزر نيوزيلاند بأنها أرض غير مأهولة بسكان متحضرين مما ينطبق عليها وصف الأرض المباحة ويمكن بالتالي اخضاعها للتاج البريطاني.

### جزر جوانوا
أتاح قانون جوانوا الأمريكي لعام 1856 لرعايا الولايات المتحدة إمكانية تملك مخزون ذرق الطائر وأعطى القانون الحق لرئيس الولايات المتحدة لاستخدام القوة العسكرية لحماية المصالح الأمريكية فيها

### ارخبيل بيناكلي (سنكاكوا / دياويو)
يقع الأرخبيل في بحر الصين الشرقي ويضم جزر شينكاكو غير المأهولة المتنازع عليها بين اليابان والصين باعتبارها أرضاً مباحة تابعة لليابان منذ 855 بعد الحرب اليابانية الصينية الأولى مباشرة حسب حجة اليابانيين وهو تفسير لم تقبل به جمهورية الصين الشعبية ولا جمهورية الصين (تايوان) واللتان تدعيان سيادتهما على الجزر.

### بوركينا فاسو والنيجر
هناك قطاع ضيق من الأرض المتاخمة للحدود الفاصلة بين دولتي بوركينا فاسو والنيجر والتي لم تطالب بها أي منهما حتى قضت محكمة العدل الدولية البتّ فيها ضمن بتسوية نزاع حدودي أكثر شمولية في عام 2012م، ومنحت الأرض إلى النيجر.

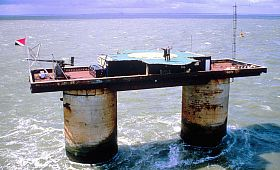
قاعدة برج الدفاع الجوي المهجورة التي شكلت اراضي دولة سيلاند

### سيلاند
ظهرت في عام 1969 واحدة من الدول المجهرية اعُرفت باسم إمارة سيلاند والتي أقيمت على مساحة برج دفاع جوي مهجور في بحر الشمال. وعندما تم الاستيلاء عليها. كان البرج خارج نطاق المياه الإقليمية البريطانية بعد أن هجرته قوات صاحبة الجلالةالبريطانية وإدعى بادي روي يانيس الذي أعلن نفسه أميرا بأن القاعدة الأرضية التي يقوم عليها البرج تعتبر أرضا مباحة. وعلى الرغم من رفض الحكومة البريطانية لهذا الإدعاء على قاعدة البرج وهي عبارة عن هيكل صطناعي إلا انها لم تحاول طرد سكان البرج وقررت إحدى المحاكم بأن البرج في هذا المنحى يعتبر خارج الاختصاص القانوني البريطاني.

### القارة القطبية الجنوبية

المطالب الإقليمية بالقارة القطبية الجنوبية واللون الأبيض يبين الأرض المباحة فيها

في الوقت الذي طلبت فيه عدة دول بأجزاء من القارة المتجمدة الجنوبية انتاركتيكا فإن معظم اراضي ماري بيرد (الجزء الشرقي من 150 درجة شرق) لم تطالب به أية دولة ذات سيادة واتفق الموقعون على معاهدة انتاركتيا لعام 1959 على عدم المطالبة بالسيادة على تلك الأجزاء فيما عدا الاتحاد السوفيتي (روسيا حاليا) والولايات المتحدة اللذان احتفظا بحقهما في المطالبة.أما المطالبة النرويجية بأراض كوين ماود فقد تركت الحدود الجنوبية لها غير محددة وبالتالي أعتبر ذلك الجزء من انتاركتيكا أرضاً مباحة حتى قامت النرويج في عام 2015 وازالت الغموض بضم تلك المنطقة إلى أراضيها رسمياً.

### بير طويل

خريطة مبسطة توضح المطالب السودانية باللون الأزرق والمصرية بالأصفر وبينهما بير طويل باللون الأبيض ومثلث حلايب بالأخضر

تقع بين مصر والسودان أرض غير ساحلية مساحتها 2,060 كيلومترمربع (795 ميل مربع) تسمى بير طويل أو بئر طويل، نشأت نتيجة تضارب في رسم خطين حدودين بين البلدين في عامي 1899 و1902 م، ويمتدان من نقطة حدودهما المشتركة مع ليبيا غرباً وحتى ساحل البحر الأحمر شرقاً. ويضع أحد الخطين أراضي بير طويل تحت سيطرة السودان ومثلث حلايب ضمن حدود مصر، في حين يضع الخط اللآخر على العكس حلايب تحت سيادة السودان وبير طويل تحت مصر. ويتمسك كل من البلدين بالخط الحدودي الذي يتيح له الحصول على مثلث حلايب، والذي هو أكبر بكثيرمساحة من بير طويل ويطل على البحر الأحمر، مع ما لذلك من أثر جانبي على بير طويل التي تصبح في الحالتين أرضا غير مطالب بها من قبل أية دولة، أي أرض مباحة وإن كانت المنطقة تخضع للسيطرة المصرية من حيث الواقع، على الرغم من أنها لا تظهر على الخرائط المصرية الرسمية.
ولا يوجد في بير الطويل سكان مستقرون.
في يونيو / حزيران عام 2014، رفع مواطن أمريكي يدعى جيرميا هيتون علماً في بير طويل وأعلن عن قيام دولة ذات سيادة جديدة فيه، أطلق عليها اسم مملكة شمال السودان، وذلك في محاولة لتحقيق حلم راود ابنته ذات السبع أعوام آنذاك في أن تصبح أميرة. فساقته قريحته بأن يبحث في العالم عن أماكن لا سيادة عليها من دولة أخرى حتى عثر على أراضي بير طويل. وأعلن بعد ذلك عن إنشاء «سفارات» في أماكن أخرى من العالم، ولكن لم تعترف أية جهة حكومية في العالم بهذا الادعاء.